# Partido de Ejecutivos de la Construcción
El Partido de Ejecutivos de la Construcción (en persa: حزب کارگزاران سازندگی ایران‎, romanizado: Hezb-e Kārgozārān-e Sāzandegi-ye Irān) es un partido político reformista en Irán, fundado por 164 miembros del gabinete del entonces presidente Akbar Hashemi Rafsanjani en 1996. El partido es miembro del Consejo del Frente de Coordinación de Reformas.

## Puntos de vista y facciones
Económicamente, el partido apoya el libre mercado y la industrialización; con un alto énfasis en el progreso y el desarrollo. El partido considera que la libertad económica está fundamentalmente vinculada a la libertad cultural y política, pero no se debe permitir que entre en conflicto con el desarrollo. El partido está dividido en dos facciones en constante lucha, la "facción Kermaní" más conservadora liderada por Mohammad Hashemi Rafsanjani y Hossein Marashi y la "facción Isfahaní" más liberal liderada por Mohammad Atrianfar y Gholamhossein Karbaschi.

## Miembros

### Fundadores
El partido se fundó en 1996. Las siguientes dieciséis personas fueron sus fundadores; firmaron la declaración de su formación y los miembros fundadores de la junta que registraron el partido en el Ministerio del Interior en 1999 fueron:
| Nombre                      | 1996 | 1999 |
| --------------------------- | ---- | ---- |
| Esmail Shooshtari           | Sí   |      |
| Ataollah Mohajerani         | Sí   | Sí   |
| Mohsen Nourbakhsh           | Sí   | Sí   |
| Mohammad Hashemi Rafsanjani | Sí   | Sí   |
| Mohammad Ali Najafi         | Sí   | Sí   |
| Morteza Mohammadkhan        | Sí   |      |
| Issa Kalantari              | Sí   |      |
| Akbar Torkan                | Sí   |      |
| Mohammad Gharazi            | Sí   |      |
| Bijan Namdar Zangeneh       | Sí   |      |
| Gholamhossein Karbaschi     | Sí   |      |
| Reza Amrollahi              | Sí   | Sí   |
| Gholamreza Forouzesh        | Sí   |      |
| Mostafa Hashemitaba         | Sí   |      |
| Gholamreza Shafeei          | Sí   |      |
| Mohammad Reza Nematzadeh    | Sí   |      |
| Hossein Marashi             |      | Sí   |
| Faezeh Hashemi Rafsanjani   |      | Sí   |